# Altirhinus
Altirhinus ("vysoký čenich") byl rod hadrosauroidního ornitopodního dinosaura z raně křídového období (střední až pozdní věk alb, asi před 107 až 100 miliony let). Fosilie tohoto býložravého ptakopánvého dinosaura byly objeveny v Mongolsku (souvrství Churen Duch, ze kterého byl popsán například také příbuzný rod Choyrodon). Nápadným znakem altirhina je vysoká nasální část jeho lebky, kterou se značně podobá například australskému rodu Muttaburrasaurus.

## Historie
Fosilie tohoto dinosaura byly objeveny v roce 1981 při společné sovětsko-mongolské expedici do pouště Gobi. Byl získán materiál z několika různých jedinců, včetně pravděpodobných mláďat. Původně byl tento iguanodontní ornitopod považován za zástupce druhu Iguanodon orientalis, který dnes již není vědecky platným taxonem a k němuž byly fosilie z Asie přiřazovány již od 50. let 20. století. Formálně popsal tento druh britský paleontolog David B. Norman v roce 1998. Druhové jméno dinosaura je poctou ruskému paleontologovi Sergeji Kurzanovovi, který fosilie objevil.

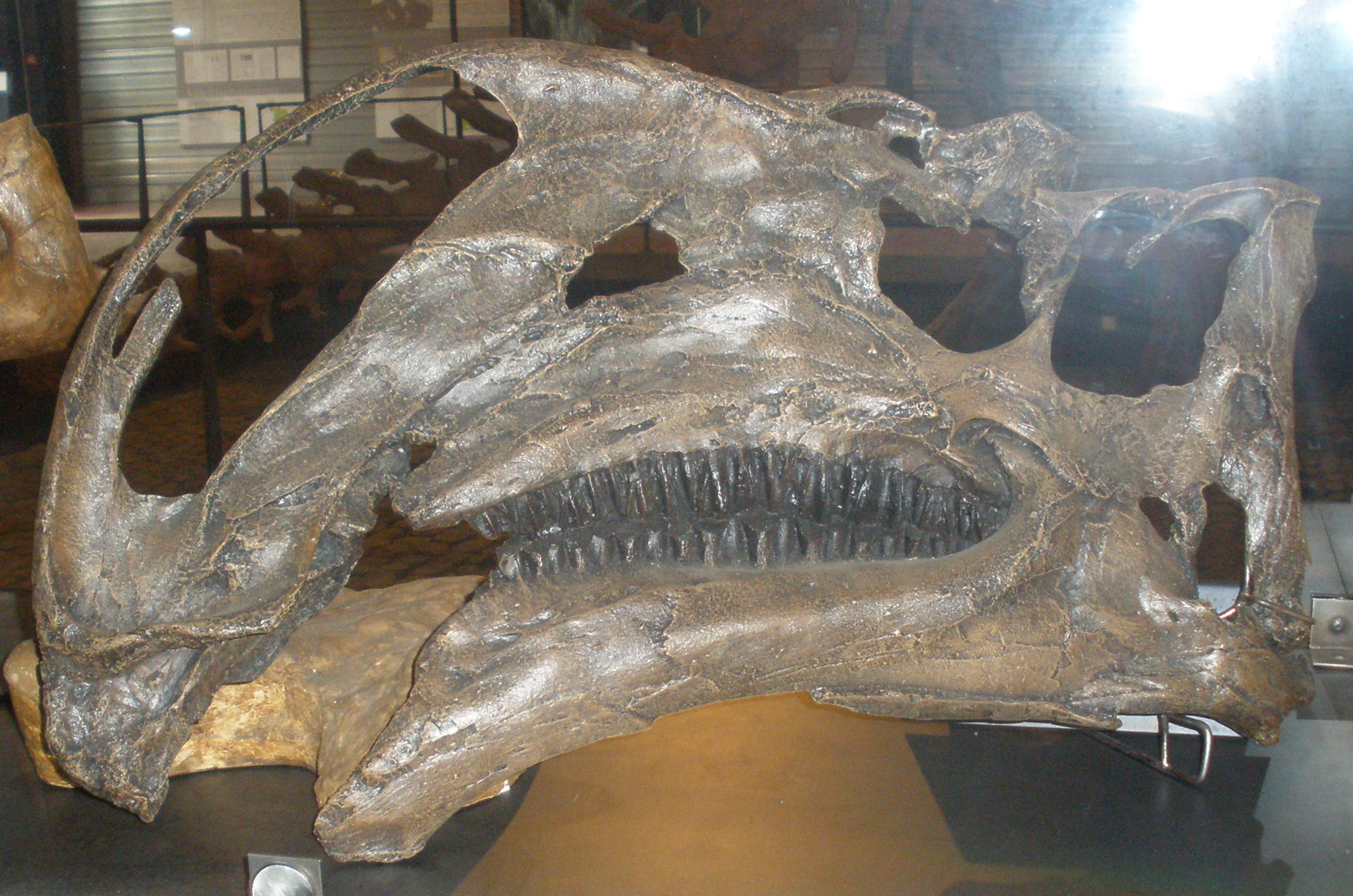
Altirhinus kurzanovi - rekonstrukce lebky

## Rozměry
Lebka tohoto ornitopoda je dlouhá 76 centimetrů. Gregory S. Paul odhadl v roce 2016 rozměry altirhina na 6,5 metru délky a hmotnost na 1100 kilogramů. Paleontolog Thomas R. Holtz, Jr. odhaduje délku tohoto druhu dokonce na 8 metrů.